# Maurice d'Apamée
Pour les articles homonymes, voir Saint Maurice.
Maurice d'Apamée, né au IIIe siècle - mort v. 305 fut victime de persécution des chrétiens par les autorités romaines. Il est reconnu saint par l'Eglise catholique.

## Hagiographie
Maurice, martyr à Apamée, en Syrie, fut victime des persécutions de Maximien, avec ses compagnons, parmi lesquels son fils Photin, coupables d'insurrection parce qu'ils ne sacrifiaient pas devant la statue de l'empereur. Ils furent d'abord soumis aux outrages de la foule, puis enferrés et déchirés par des ongles de fer, puis conduits dans un endroit marécageux infesté de moustiques, mis à nu et couverts de miel. Ils moururent attachés à des poteaux sans pouvoir faire aucun mouvement.
Fête le 27 décembre, il est souvent confondu avec Maurice d'Agaune. La tradition de saint Maurice d'Apamée a en effet été importée, peut-être par le moine, Jean Cassien, pour forger la légende d'Agaune.